# 에릭 울프슨
에릭 울프슨(Eric Woolfson, 1945년 3월 18일 ~ 2009년 12월 2일)는 스코틀랜드의 작곡가, 작사가, 보컬리스트, 책임 프로듀서, 피아니스트, 알란 파슨스 프로젝트의 공동 창작자였다. 그들은 함께 전 세계적으로 5천만 장 이상의 음반을 팔았고, 알란 파슨스와 함께 10장의 성공적인 음반에 이어, 울프슨은 뮤지컬 극장에서의 경력을 쌓기 위해 노력했다. 그는 수많은 상을 받은 5개의 뮤지컬을 썼고, 100만 명 이상의 사람들이 관람했으며, 독일, 오스트리아, 한국, 일본에서 공연되었다.